# James Hahn
James Kenneth Hahn (ur. 3 lipca 1950) – amerykański polityk, burmistrz Los Angeles w latach 2001–2005.

## Życiorys
Doktor nauk prawnych, absolwent Pepperdine University. Od 1975 roku (z przerwą na lata 1979–1981) zatrudniony we władzach miejskich Los Angeles. W wyborach burmistrza w 2001 roku wygrał z Antonio Villaraigosa. W wyborach z 2005 roku z nim przegrał. Po złożeniu urzędu zatrudniony w prywatnym sektorze.

## Osiągnięcia jako burmistrz
W trakcie kadencji Jamesa Hahna zanotowano znaczący spadek przestępczości.Pod koniec pełnienia przez niego urzędu Los Angeles znalazło się na drugim miejscu jeśli chodzi o poczucie bezpieczeństwa wśród dużych miast USA. Duży nacisk kładł także na kwestie ochrony środowiska. Do jego najważniejszych osiągnięć zalicza się niedopuszczenie do rozpadu organizmu miejskiego i secesji dzielnic: San Fernando Valley, San Pedro oraz Hollywood. Poprawił dialog z mieszkańcami miasta m.in. poprzez powołanie i finansowanie szeregu rad sąsiedzkich (neighborhood council).
Nie udało mu się jednak rozwiązać poważnych problemów transportowych metropolii.
Jego siostrą jest Janice Hahn.